# Petrus Beukers
Petrus Bernardus Beukers (Amsterdam, 9 d'octubre de 1899 - Schaijk, Landerd, 12 d'abril de 1981) va ser un regatista neerlandès que va competir a començaments del segle xx.
El 1920 va prendre part en els Jocs Olímpics d'Anvers, on va guanyar la medalla de plata en la categoria de 12 peus del programa de vela. Beukers navegà a bord del Boreas junt a Arnoud van der Biesen.